# Mangabei àgil
El mangabei àgil (Cercocebus agilis) és una espècie de primat catarrí de la família dels cercopitècids que viu als boscos pantanosos de l'Àfrica central, a Guinea Ecuatorial, el Camerun, el Gabon, la República Centreafricana, la República del Congo i la República Democràtica del Congo. Fins al 1978 se'l considerà una subespècie del mangabei del riu Tana. Més recentment, el mangabei de ventre taronja ha sigut considerat com a espècie pròpia, en lloc de com a subespècie del mangabei àgil.